# 巴特爾格朗德 (印地安納州)
巴特爾格朗德（英語：Battle Ground）是一個位於美國印地安納州蒂珀卡努縣的城鎮。

## 人口
根據2010年美國人口普查的數據，巴特爾格朗德的面積為2.64平方千米，當中陸地面積為2.64平方千米，而水域面積為0.00平方千米。當地共有人口1,334人，而人口密度為每平方千米505人。